# Tetreuaresta timida
Tetreuaresta timida är en tvåvingeart som först beskrevs av Friedrich Hermann Loew 1862.  Tetreuaresta timida ingår i släktet Tetreuaresta och familjen borrflugor. Inga underarter finns listade i Catalogue of Life.